# Boletus billieae
Boletus billieae (лат.) — гриб из рода Боровик (Boletus) семейства Болетовые (Boletaceae).

## Биологическое описание
- Шляпка до 16 см в диаметре, со сначала подвёрнутым краем. Поверхность сухая, бархатистая или блестящая, тёмно-фиолетово-шоколадно-коричневого или шоколадно-коричневого цвета.
- Мякоть светло-жёлтого цвета, при повреждении медленно синеет. Запаха нет, вкус пресный или слегка сладковатый. Запах сушёных грибов напоминает овсяное печенье.
- Гименофор трубчатый, в молодом возрасте золотисто-жёлтого, затем зеленовато-жёлтого и оливково-жёлтого цвета, при повреждении быстро синеет. Трубочки угловатые, 8—10 мм длиной.
- Ножка 8 см длиной и 4 см толщиной, булавовидной формы, в верхней части кроваво-красная, с оттенком фиолетового, в середине розовато-красная, в нижней части тёмно-красная. Сеточка жёлтого цвета.
- Споры 12—16×4—6 мкм, эллипсоидной или веретеновидной формы, в KOH бесцветные.
- Известен только с Кейп-Кода.
- Пищевые качества не изучены.

## Сходные виды
Отличается от большинства родственных видов фиолетово-шоколадным цветом шляпки, красным цветом и жёлтой сеточкой ножки.